# Kultura brązu katalońskiego
Kultura brązu katalońskiego – kultura archeologiczna epoki brązu z północno-wschodniej części Półwyspu Iberyjskiego. Jej stanowiska znane są z Prowincji Lleida i Prowincji Tarragona oraz ze wschodniej części Pirenejów. Kultura ta rozwijała się równolegle z kulturą El Argar i kulturą brązu walencjańskiego. Występują w niej silne jeszcze tradycje megalityczne i wpływy kultury pucharów dzwonowatych.
Jej obrządek pogrzebowy to przede wszystkim szkieletowe pochówki w jaskiniach oraz grobach skrzynkowych w typie megalitycznym, otoczone kręgiem kamiennym i nakryte nasypem. Z kolei w ceramice widzimy silne nawiązania do ceramiki z terenów wschodniego wybrzeża Morza Śródziemnego.